# Inhibición atencional
La inhibición atencional o  control inhibitorio atencional  es un concepto propio del campo de la neuropsicología, una función ejecutiva fundamental  que se refiere a la capacidad de suprimir deliberadamente la atención para actuar de una manera específica.
La inhibición atencional es un tipo de control inhibitorio neurológico, que forma parte de las funciones ejecutivas y que sirve para  regular nuestra atención. Este proceso permite al ser humano  procesar estímulos relevantes recibidos desde el exterior mientras suprime el procesamiento de estímulos irrelevantes para la tarea y lo ayuda a seleccionar a qué estímulos prestar atención, en cuáles se va a concentrar y cuáles va a descartar. La inhibición atencional le  permite al cerebro poner  el  foco  en  el  estímulo seleccionado y suprime la atención de todo aquello que no le interesa atender. La inhibición atencional activa juega un papel central en el despliegue de la atención en la memoria de trabajo.

## Definición
La inhibición atencional es un concepto neuropsicológico  que se refiere a la capacidad de suprimir deliberadamente la atención para actuar de una manera específica. Es un tipo de control inhibitorio neurológico, que forma parte de las funciones ejecutivas superiores y que sirve para  regular la atención. Este proceso permite al ser humano  procesar estímulos relevantes recibidos desde el exterior y al mismo tiempo suprimir el procesamiento de estímulos irrelevantes para esa tarea, por lo que lo ayuda a seleccionar a qué estímulos prestar atención, en cuáles se va a concentrar y cuáles va a descartar. La inhibición atencional le  permite al cerebro poner  el  foco  en  el  estímulo seleccionado y suprimir la atención de todo aquello que no le interesa atender.
Existe  un amplio debate en la neurociencia cognitiva en lo referente a los mecanismos de la inhibición y a la relación entre el control inhibitorio y el conductual. Desde que se describió por primera vez el modo proactivo de inhibición atencional, varios estudios han tratado de distinguir esta forma de control inhibitorio de la reactiva. Estas habilidades de alto nivel cognitivo se desarrollan y evolucionan a lo largo de la vida. Asimismo, son necesarias para lograr una adaptación exitosa al ambiente y mantener una salud integral.
Los contenidos de la memoria de trabajo pueden priorizarse mediante el despliegue retroactivo de la atención dentro de la memoria. Esto se interpreta en general como una prueba de la concentración de los recursos de la memoria en el estímulo atendido que se va a recordar. Sin embargo, se sabe que la selección atencional depende además de la inhibición del estímulo distractor, por lo que se considera que el despliegue atencional en la memoria de trabajo implica procesos de control inhibitorio.
La inhibición atencional es un control estratégico de la atención ejecutiva de orden superior en la regulación de las respuestas ascendentes, impulsadas por el estímulo, a los estímulos prepotentes.

## Regulación emocional
La inhibición atencional  se encuentra en la base del proceso regulatorio de emociones en el ser humano, ya que este tipo de control inhibitorio  es clave  en  la  prevención  de  respuestas impulsivas,  la realización de un actos reactivos y el  control  de  las  expresiones  emocionales, ya que la regulación emocional y las funciones ejecutivas comparten sustratos neuronales comunes.  Las emociones facilitan  la  dirección  de  la  atención hacia aspectos claves del entorno y ayudan en el proceso de toma de decisiones al preparar al sujeto para respuestas comportamentales específicas.
Existe controversia sobre si los individuos con altos niveles de ansiedad ante los exámenes, al completar una tarea de inhibición, aumentan o disminuyen los recursos de control atencional descendente para mantener un alto rendimiento en la tarea.
Quienes tienen un  mejor control atencional y una buena inhibición atencional  pueden utilizar esa capacidad para desconectar y alejar la atención de los estímulos de amenaza y reducir la desregulación atencional relacionada con la amenaza.
Quienes no tienen una buena inhibición atencional carecen de los recursos necesarios para desconectarse del estímulo, lo que los lleva a un compromiso atencional prolongado con los estímulos de amenaza y a una desregulación atencional relacionada con la amenaza. La inhibición atencional activa juega un papel central en el despliegue de la atención en la memoria de trabajo.
La inhibición atencional es un recurso limitado para la mente.
Según los modelos dualistas de control cognitivo, las dos formas de inhibición, la inhibición atencional y la inhibición cognitiva regulan el control de la acción.
Las observaciones recientes sugieren que la inhibición representa un modo por defecto del cerebro humano, y que el control inhibitorio no debe disociarse del control atencional. En consecuencia, la llamada inhibición proactiva y reactiva podría reflejar la contribución de la atención sostenida y selectiva en la implementación del control inhibitorio por defecto, que podría denominarse más adecuadamente control inhibitorio atencional (AIC).
Tiempos atencionales en la Era Digital
Estudios neurocientíficos han demostrado que los niños y los adolescentes, que están expuestos largas horas frente a las pantallas, recibiendo información de forma continua (5 a 7 horas aprox) han disminuido los lapsos de tiempo de concentración; lo que ha generado dificultades en los procesos de aprendizaje.   Es así, que los estudios neurocientíficos, brindan varias estrategias pedagógicas para fortalecer la enseñanza y el aprendizaje.  Así como, los momentos dentro de los espacios académicos en los cuales el cerebro del adolescente puede estar más activo.